# SUPER LOVER~I need you tonight~
〈SUPER LOVER~I need you tonight~〉(슈퍼 러버~아이 니드 유 투나잇~)은 w-inds.의 8번째 싱글이다. 2003년 5월 21일 FLIGHT MASTER(포니 캐년)에서 발매하였다.

## 해설
- "Another Days", "Because of you"에 이어 싱글에서 3번째 오리콘 주간 차트 1위 획득 곡. 진정됐다.
- 제목 및 가사 중 "SUPER LOVER"은 "운명의 사람","최후의 연인"이라는 의미를 담고 있다.
- 이탈리아의 디스코 컴필레이션 앨범『 Disco De Oro』에 수록된 DJ Spavento "Super Lover"이 원곡.

## 수록곡
1. SUPER LOVER~I need you tonight~
(작사 : shungo. / 작곡 : Giorgio Vanni, Massimo Longhi / 편곡 : Haya10)
2. no one else
(작사 : shungo. / 작곡 : Marcus Englof, Emi Heiling, Johan Bejerholm, Nick Woodbridge / 편곡 : Haya10)
3. SUPER LOVER~I need you tonight~ (Instrumental)
(작곡 : Giorgio Vanni, Massimo Longhi / 편곡 : Haya10)
4. no one else (Instrumental)
(작곡 : Marcus Englof, Emi Heiling, Johan Bejerholm, Nick Woodbridge / 편곡 : Haya10)

## 차트 성적
- 최고순위 1위 (오리콘)